# Donatien Mortelette
Donatien Mortelette (Armentières, 26 aprile 1982) è un canottiere francese.

## Biografia
È fratello maggiore di Dorian Mortelette, anche lui canottiere di caratura intrnazionale.
Ha rappresentato la Francia ai Giochi olimpici estivi di Atene 2004 classificandosi 6º nell'otto, con Bastien Ripoll, Bastien Gallet, Julien Peudecoeur, Jean-Baptiste Macquet, Anthony Perrot, Jean-David Bernard, Laurent Cadot e Christophe Lattaignant.